# 美墨边境危机
美墨边境危机是一場持續多時的移民危機。2020年底開始，從美墨邊界進入美國的移民數量急劇增加，2021年达到创纪录的173万人次，2022年又達到276万人次，2023年已超過280万人次。這些移民主要來自墨西哥、危地馬拉、洪都拉斯和委內瑞拉。他們背井離鄉的原因有經濟困境、幫派暴力和環境災難。
2022年12月，当时美國边境巡逻表示已逮捕超过22万人。在COVID-19大流行期間，特朗普政府通過第42条法案將移民驅逐出境。2022年底，大量移民駐扎在美墨邊境的墨西哥一側，他們期待拜登政府取消第42条法案。截至2023年9月，每天約有9000名移民被拘留。
与此前几年的移民人口结构不同，截至2023年，抵达墨美边境的移民中儿童的比例不断增加，其中大多数是无人照護的儿童。